# CFZ de Brasília Sociedade Esportiva
O Candango Esporte Clube, antigo Centro de Futebol Zico (CFZ Brasília), é um clube esportivo brasileiro, sediado em Brasília, no Distrito Federal. Foi fundado pelo ex-jogador Zico. Nos anos iniciais, funcionou como uma espécie de "filial" do CFZ do Rio, outro clube de propriedade de Zico e que encerrou suas atividades.
Durante a década de 90 teve um centro de treinamento em Campo Mourão, que depois foi adquirido pela ADAP.

## História

Escudo na época de CFZ Brasília.

O clube foi fundado em 1999 e disputou seu primeiro campeonato oficial em 2001 e logo conquistou o acesso à Primeira Divisão. Na elite, em 2002, sob o comando de Reinaldo Gueldini, foi campeão do Distrito Federal de forma invicta. Ainda em 2002, disputou o a Série C do Campeonato Brasileiro, competição que disputou também em 2003 e 2004.
No estadual, foi 3º colocado em 2003 e obteve sua 2ª melhor campanha em 2004. Em 2005, ficou de fora do Quadrangular Final, sendo eliminado pelo número de vitórias. A partir de 2006 as coisas desandaram, quando foi rebaixado para a Segunda Divisão. Em 2007 voltou a ser rebaixado, agora pro terceiro nível. 
O retorno para a elite do futebol distrital foi rápida, com o vice-campeonato da Terceira Divisão de 2008 e o título da Segunda Divisão de 2010. Porém, a retomada parou por aí, uma vez que em 2011 voltou a ser rebaixado, tendo apenas uma vitória em 14 jogos. Então veio o primeiro licenciamento, em 2012, situação que voltou a se repetir em 2014, 2020 e 2021. Em 2016 e 2017 chegou a ser semifinalista da Segunda Divisão, porém, em 2018 sequer chegou a pontuar na competição.
Nos anos seguintes, o CFZ enfrentou dificuldades em Brasília e optou por se reinventar fora do Distrito Federal, estabelecendo uma parceria em 2024 com o Centro Esportivo C12 — projeto do ex-jogador Cicinho em São Luís de Montes Belos (GO). Em 2025, sob o comando do técnico Eduardo Santos, o clube abandonou definitivamente a nomenclatura vinculada a Zico (que já não tinha relação com o time há uma década) e adotou o nome Candango Esporte Clube, com novo escudo e cores. A mudança, conforme explicou Santos, visava desvincular a identidade do clube do legado de Zico e reforçar a gestão independente sob seu comando e o de seu irmão, Carlyle.

## Vice campeão do Campeonato Brasiliense da Série B 2001
No seu primeiro campeonato oficial que disputou o CFZ conseguiu o acesso para a primeira divisão.
Na primeira fase foi líder absoluto do grupo A (14 J, 9 V, 2 E, 3 D, 28 GP, 11 GC). Nas quartas de final o adversário foi o 26 de Outubro (2 x 1, fora e 0 x 1 casa). Na semi final o adversário foi o Luziânia (4 x 0, em casa e 1 x 3, fora) resultado que garantiu a vaga à elite.
A final foi disputada em jogo único, melhor para o Brasília que venceu por 2 x 1.

## Campeão Brasiliense da Primeira divisão 2002
Na sua primeira participação na elite o CFZ conquistou o título de forma invicta deixando o Gama (2º), que estava no Campeonato Brasileiro da Série A e o Brasiliense (3º), que seria vice campeão da Copa do Brasil, para trás. 
A primeira fase foi disputada por nove clubes (sem a presença do Gama e do Brasiliense). E o CFZ passou de fase invicto (16 J - 12 V - 04 E - 0 D - 38 GP - 08 GC), se classificando para o hexagonal final.
Na fase final o time encararia o Gama, que buscava o sexto título seguido e o Brasiliense, que era o atual vice campeão estadual. Na quarta rodada o CFZ venceu o Gama por 4 a 3, mostrando que o time brigaria pelo título.
O jogo que decidiu o campeonato foi o confronto com o Gama pela penúltima rodada. Os dois times eram os únicos que poderiam ser campeões, o CFZ (20 pontos) precisava apenas de um empate. O Gama (15 pontos) que era treinado na época por Cuca, precisava vencer e torcer também para o CFZ não vencer a partida final.
O CFZ segurou o empate por 1 x 1 , gols de Tiano (CFZ) e de Anderson (Gama), terminando com a hegemonia local do adversário e comemorando o primeiro título da sua história.
O time que entrou em campo era formado por:
Ricardo; Cássio, Bruno Cabrerizo, Rodrigo Melo e Macaé; Ademir, Cubango, Kabilla (Nill) e Rodrigão; Tiano (Igor) e Marcelinho. Técnico: Reinaldo Gueldini. 
Essa foi a campanha no hexagonal final:
19-05 Ceilândia 1 x 1 CFZ / 26-05 Brasiliense 0 x 1 CFZ / 30-05 CFZ 5 X 0 Brazlândia / 02-06 Gama 3 x 4 CFZ / 09-06 CFZ 3 X 0 Bandeirante / 12-06 CFZ 0 X 0 Ceilândia / 16-06 CFZ 1 X 0 Brasiliense / 23-06 Brazlândia 0 x 1 CFZ / 29-06 CFZ 1 X 1 Gama / 03/07 Bandeirante 1 x 3 CFZ.
Campeão: 10 J - 7 V - 3 E - 0 D - 20 GP - 06 GC
Campanha geral: 26 J - 19 V - 7 E - 0 D - 58 GP - 14 GC - 44 SG
Os principais artilheiros foram: Tiano 21 gols e Schwak 07 gols. 
O time base campeão era composto por: Ricardo; Wellington Cássio, Bruno Cabrerizo, Renato melo e Ademir; Macaé, Kabila, Marcelinho e Tiano; Rick e Schwak. Técnico: Reinaldo Gueldini.

## As boas campanhas 2003 e 2004
Em 2003 o clube vez uma primeira fase quase perfeita, com apenas uma derrota para o Guará por dois a um (11 J - 7 V - 3 E - 1 D - 40 GP - 17 GC). Terminou na terceira posição a três pontos do líder Gama e a dois do Brasiliense, clube que enfrentou na fase semifinal. 
Na fase semi final o adversário foi o Brasiliense pelo qual foi eliminado com derrota no primeiro jogo (2 x 1) e empate no jogo de volta (1 x 1). 
O time teve o artilheiro da competição: Cassius com 13 gols.
Em 2004 outra boa campanha no campeonato estadual. No primeiro turno eliminou o Gama (3 x 2) na semifinal e perdeu para o Brasiliense (0 x 2) na final.
No segundo turno terminou em terceiro no seu grupo e ficou fora da semifinal. 
No final o time terminou com a segunda melhor campanha da competição:
13 J - 08 V - 02 E - 03 D - 26 GP - 15 GC - 11 SG
Pela terceira vez seguida o time teve o artilheiro da competição: Bispo com dez gols.

## Campeonato Brasileiro
Em 2002 disputou pela primeira vez o Campeonato Brasileiro da Série C. No grupo que tinha Brasiliense (que viria a ser o campeão), o Anápolis e o Grêmio Inhumense (GO). 
O clube foi eliminado na primeira fase com a seguinte campanha: 06 J - 03 V - 01 E - 02 D - 08 GP - 09 GC
A segunda participação do clube na terceira divisão foi em 2003 quando fez a sua melhor campanha. Na primeira fase foi líder invicto no grupo que tinha Atlético Goianiense e Goiatuba. 
Na segunda e terceira fase eliminou os mineiros do Uberlândia e do Ituiutaba. Só parando na quarta fase quando foi eliminado pelo Palmas, com duas derrotas por 1 a 0. 
Terminou a competição no décimo lugar com a seguinte campanha: 10 J - 6 V - 2 E - 2 D - 15 GP - 05 GC 
Na sua terceira participação seguida o time não passou da primeira fase novamente. Em um grupo com Gama (que viria a ser vice campeão), Palmas-TO e Gurupi-TO, o time ficou última posição com seis pontos em seis jogos ( 1 V - 3 E - 2 D - 7 GP - 7 GC). Curiosamente CFZ brigou pela vaga até o último jogo quando foi derrotado pelo Gurupi por 3 a 0. 

## Copa do Brasil
O clube disputou duas edições da Copa do Brasil sendo eliminado em ambas na primeira fase, confira os jogos: 
2003: 05-02 CFZ 0 X 0 Fortaleza / 19-02 Fortaleza 1 x 0 CFZ
2005: CFZ 0 X 2 Coritiba

## Artilheiros no Campeonato Brasiliense
Em três ocasiões o Candango teve o principal artilheiro do estadual:[carece de fontes?]
2002 - Tiano 21 gols
2003 - Cassius 13 gols
2004 - Bispo 10 gols

## Futebol

### Títulos
| DISTRITAIS | DISTRITAIS                               | DISTRITAIS | DISTRITAIS |
|            | Competição                               | Títulos    | Temporadas |
| ---------- | ---------------------------------------- | ---------- | ---------- |
|            | Campeonato Brasiliense                   | 1          | 2002       |
|            | Campeonato Brasiliense - Segunda Divisão | 1          | 2010       |

##### Campanhas de Destaque
- Vice-Campeão do Campeonato Brasiliense: 2004
- Vice-Campeão do Campeonato Brasiliense - 2ª Divisão:  2001.

## Estatísticas

### Participações
|  | Participações em 2020 |

| Competição                | Competição             | Temporadas | Melhor campanha       | Estreia | Última | P | R |
| Distrito Federal (Brasil) | Campeonato Brasiliense | 6          | Campeão (2002)        | 2002    | 2011   |   | 2 |
| Distrito Federal (Brasil) | 2ª Divisão             | 10         | Campeão (2010)        | 2001    | 2019   | 2 | 1 |
| Distrito Federal (Brasil) | 3ª Divisão             | 1          | Vice-campeão (2008)   | 2008    | 2008   | 1 |   |
| Brasil                    | Série C                | 3          | 10º colocado (2003)   | 2002    | 2004   | – | – |
| Brasil                    | Copa do Brasil         | 2          | 1ª Fase (2003 e 2005) | 2003    | 2005   |   |   |

## Jogadores destacados
Esta é uma lista de jogadores de destaque que já passaram pelo CFZ Brasília:
•  Carlyle Junior (2009-2010)
•  Rafael Lima Pereira (2007-2010)

## Futebol Feminino

### Títulos

#### Estaduais
- Campeonato Brasiliense: 4 (2000, 2001, 2002 e 2003)